# Čokešina
Čokešina (cyr. Чокешина) – wieś w Serbii, w okręgu maczwańskim, w mieście Loznica. W 2011 roku liczyła 751 mieszkańców.